# Korčula (illa)
Korčula (en croat Korčula, en italià Curzola, en grec Κόρκυρα Μέλαινα, Kórkyra Mélaina, en llatí Corcyra Nigra, Korkyra Melaina, en antic eslau Krkar) és una illa dàlmata situada al mar Adriàtic i que pertany al Comtat de Dubrovnik-Neretva de Croàcia. L'illa té una àrea de 279 km², 46,8 km de llarg i una amplada mitjana de 7,8 km. Els seus 16.182 habitants (2001) la converteixen en la segona illa més poblada de l'Adriàtic després de Krk i en la més poblada que no està connectada a terra ferma per un pont.